# Norsk Tegneserieforum
Norsk Tegneserieforum, förkortat NTF, är en norsk intresseorganisation for serieintresserade, med mål att främja intresset av och förståelsen för mediet. Organisationen grundades 1980.
NTF har säte hos Tegneseriemuseet i Norge i Brandbu norr om Oslo.

## Historik
NTF samlar norska serieintresserade. Man ger bland annat ut medlemstidskriften Bobla.
1985 föddes Comiquiz, seriekunskapstävling för lag, inom ramarna för NTF och dess lokalföreningars verksamhet. Vid första upplagan av tävlingen deltog fyra lag, alla lokalavdelningar inom NTF. Från och med 1986 var deltagandet internationellt, och tävlingen utvecklades inom några år till ett rent nordiskt arrangemang.
Varje år sedan 1988 delar man ut Sproingprisen (Sproingpriset) till föregående års bästa norska tecknade serie och fjolårets bästa översatta serie. Sedan 2004 har man också delat ut ett debutantpris.
NTF grundlade 1996 Tegneseriegalleriet i Oslo och Tegneseriemuseet i Norge. Grundandet gjordes på basis av samlingarna från Tegenserieakademiet (från 1970) plus samlingarna i Det nasjonale Tegneseriearkivet. Det senare etablerades i samband med Sproingprisen.
NTF stod under perioden 2005–2006 som arrangör av Tegneseriens dag, som ägnades åt att skapa uppmärksamhet kring seriemediet i ett antal norska städer. Dagen sammanföll med det internationella arrangemanget Free Comic Book Day.
Från och med 2011 fungerar Bobla som en tidskrift för norska serieamatörer.

## Övrig verksamhet
Föreningen arrangerar regelbundet kurser i serieskapande, anpassat till amatörer på olika nivåer. Man håller också föredrag om tecknade serier på skolor runt landet.